# Nobunaga Shimazaki
Pour les articles homonymes, voir Shimazaki.
Nobunaga Shimazaki (島﨑 信長, Shimazaki Nobunaga), né le 6 décembre 1988 à Shiogama est un acteur japonais.

## Filmographie

### Cinéma
- 2011 : Dragon Ball : Épisode de Bardock : l'élève de Chilled
- 2013 : Aura: Koga Maryuin's Last War : Ichiro Saito
- 2015 : Date A Live: Mayuri Judgement : Shido Itsuka
- 2015 : High Speed! Free! Starting Days : Haruka Nanase
- 2016 : Your Name. : Tsukasa Fujii
- 2016 : Kuroko's Basket: Winter Cup Soushuuhen : Ryo Sakurai
- 2017 : Kuroko's Basket: Last Game : Ryo Sakurai
- 2017 : BLAME! : Fusata
- 2017 : Free! Timeless Medley: Yakusoku : Haruka Nanase
- 2017 : Free! Timeless Medley: Kizuna : Haruka Nanase

### Télévision
- 2010 : Angel Beats! : plusieurs personnages (7 épisodes)
- 2011 : Fate/zero : l'assassin (1 épisode)
- 2011 : Toradora! : un étudiant (1 épisode)
- 2012 : Ano natsu de matteru : Kaito Kirishima
- 2012 : Lagrange: The Flower of Rin-ne : Kei Kisaki et Masaaki Umeda (5 épisodes)
- 2012 : Moretsu Pirates : plusieurs personnages (4 épisodes)
- 2012 : Say I love you : Kenji Nakanishi (12 épisodes)
- 2012-2015 : Kuroko's Basket : Ryo Sakurai (23 épisodes)
- 2013 : Sakurasou no Pet na Kanojo : Iori Himemiya (2 épisodes)
- 2013 : Gin no saji : Shinnosuke Aikawa (1 épisode)
- 2013-2019 : Date A Live : Shido Itsuka (34 épisodes)
- 2013-2014 : Free! : Haruka Nanase (25 épisodes)
- 2014 : Pupa : Hasegawa
- 2014 : Golden Time : Tomoyasu (1 épisode)
- 2014 : The World Is Still Beautiful : Livius (12 épisodes)
- 2014-2015 : Parasite : Shinichi Izumi (24 épisodes)
- 2015 : Aquarion Logos : Akira Kaibuki
- 2015 : Mon histoire : Makoto Sunakawa (24 épisodes)
- 2016 : Phantasy Star Online 2 : Kota Kayano
- 2016 : Haruchika : Maren Sei (11 épisodes)
- 2016 : Grimgar of Fantasy and Ash : Manato (8 épisodes)
- 2016 : Assassination Classroom : un violeur (6 épisodes)
- 2016 : Servamp : Licht Jekylland Todoroki
- 2016 : Handa-kun : Sei Handa (12 épisodes)
- 2016 : Kiss Him, Not Me : Asuma Mutsumi (5 épisodes)
- 2016 : ClassicaLoid : Sosuke Kagura (6 épisodes)
- 2016-2018 : Saiki Kusuo no Ψ nan : Kaido Shun (56 épisodes)
- 2017 : Kuzu no honkai : Mugi Awaya (12 épisodes)
- 2017 : Sarmyu : Riku Ageha (10 épisodes)
- 2017-2018 : Black Clover : Yuno (21 épisodes)
- 2018 : Lupin III : Goro Yatagarasu (8 épisodes)
- 2018 : Baki : Baki (21 épisodes)
- 2018 : Sword Gai  : Shin Matoba
- 2018-2019 : Sword Art Online : Eugeo (18 épisodes)
- 2019 : Fruits Basket : Yuki Soma (1 épisode)
- 2019 : Fate/Grand Order : Ritsuka Fujimaru (1 épisode)
- 2019 : Levius : Levius Cromwell
- 2020 : Haikyū!! To The Top : Suna Rintarō
- 2020 : Jujutsu Kaisen : Mahito
- 2022 : Blue Lock : Seishiro Nagi
- 2023 : Dark Gathering : Keitarō Gentōga
- 2023 : Tokyo Revengers : Izana Kurokawa

### Jeux vidéo
- 2015 : Fire Emblem Fates : Anankos, Corrin (homme), Kana (homme)
- 2017 : Fire Emblem Heroes : Anankos, Corrin (homme), Kana (homme), Kyza
- 2017 : Fire Emblem Warriors : Corrin (homme)
- 2019 : Astral Chain : Le protagoniste (homme) / Akira Howard (homme)
- 2020 : Genshin Impact : Kaedehara Kazuha
- 2020 : Disney: Twisted-Wonderland : Silver